# Amblytropis hispidula
Amblytropis hispidula är en bladmossart som beskrevs av Brotherus 1907. Amblytropis hispidula ingår i släktet Amblytropis och familjen Daltoniaceae. Inga underarter finns listade i Catalogue of Life.